# Sebastiano Serlio
Sebastiano Serlio (Bologne 6 septembre 1475 - Fontainebleau 1554) est un architecte et sculpteur italien de la Renaissance.

## Biographie
Il travailla d'abord à Rome de 1514 à 1527 où il suivait l'enseignement de Baldassarre Peruzzi. Puis, s’exilant d'une Rome saccagée par les troupes de Charles Quint, il vécut à Venise de 1527 à 1540. Peu de bâtiments subsistent de ces époques.
Appelé à la cour de France par François Ier, d'abord à titre consultatif pour la construction du château de Fontainebleau, il devint par la suite architecte en chef à la cour et construisit plusieurs châteaux dont le château d'Ancy-le-Franc et l'hôtel du Grand Ferrare à Fontainebleau.
On lui attribue par ailleurs le mur d'enceinte du petit jardin de l'abbaye de Chaalis où réside l'un de ses principaux commanditaires, Hippolyte d'Este, en 1544.
De même, sans avoir réalisé quoi que ce soit à Lyon, Sebastiano Serlio réside entre 1545 et 1550 dans la ville pour rédiger et publier plusieurs volumes de son traité d'architecture. S'il ne participe à aucun chantier lyonnais lors de son séjour sur les bords de Saône, son ouvrage l’Extraordinario Libro publié chez Jean de Tournes en 1551 a une grande influence sur les choix des notables lyonnais durant les siècles suivants.
En 1552, le cardinal François de Tournon (1489-1562) lui demanda la construction du château de Roussillon, où il apporta ses idées innovatrices caractéristiques de la Renaissance (escaliers d'honneur, balustrades, frontons, grotesques), château constitué de trois bâtiments, dont deux reliés par un pont, ainsi que d'arcades.
Mais sa plus grande contribution est son traité sur l'architecture en 8 volumes, écrit dans l'optique de servir de manuel illustré pour les architectes. Il eut beaucoup d'influence en France, en Hollande ainsi qu'en Angleterre où il était considéré comme un grand modèle de l'architecture de la Renaissance italienne.
À la fin de sa vie, il se consacra à la construction de théâtres. Les illustrations d'architectures scéniques qu'il a données dans son Deuxième Livre, représentant une scène « comique », une scène « tragique » et une scène « satyrique » inspirées de conceptions antiques, ont influencé les peintres de son temps.

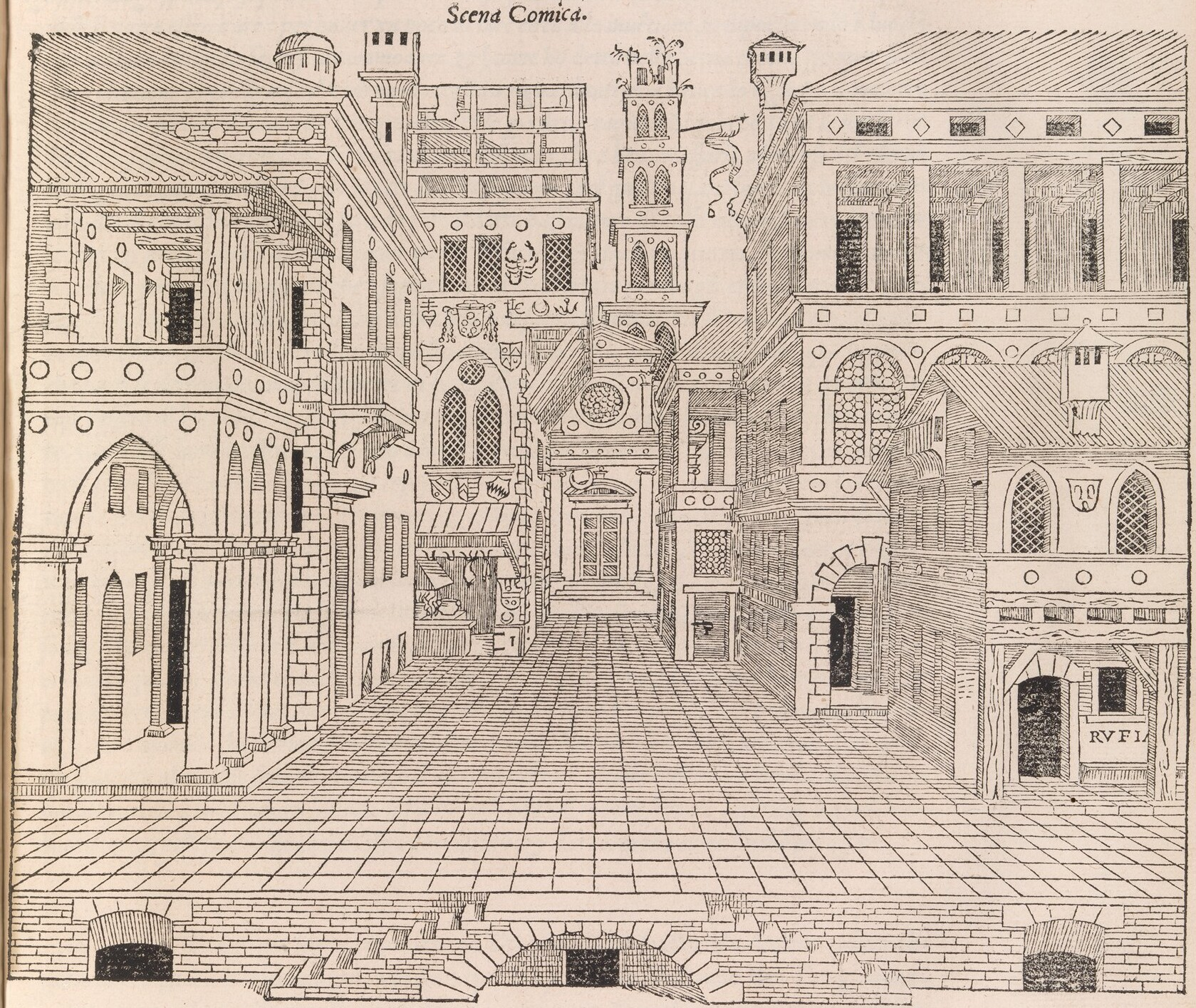
La scène comique
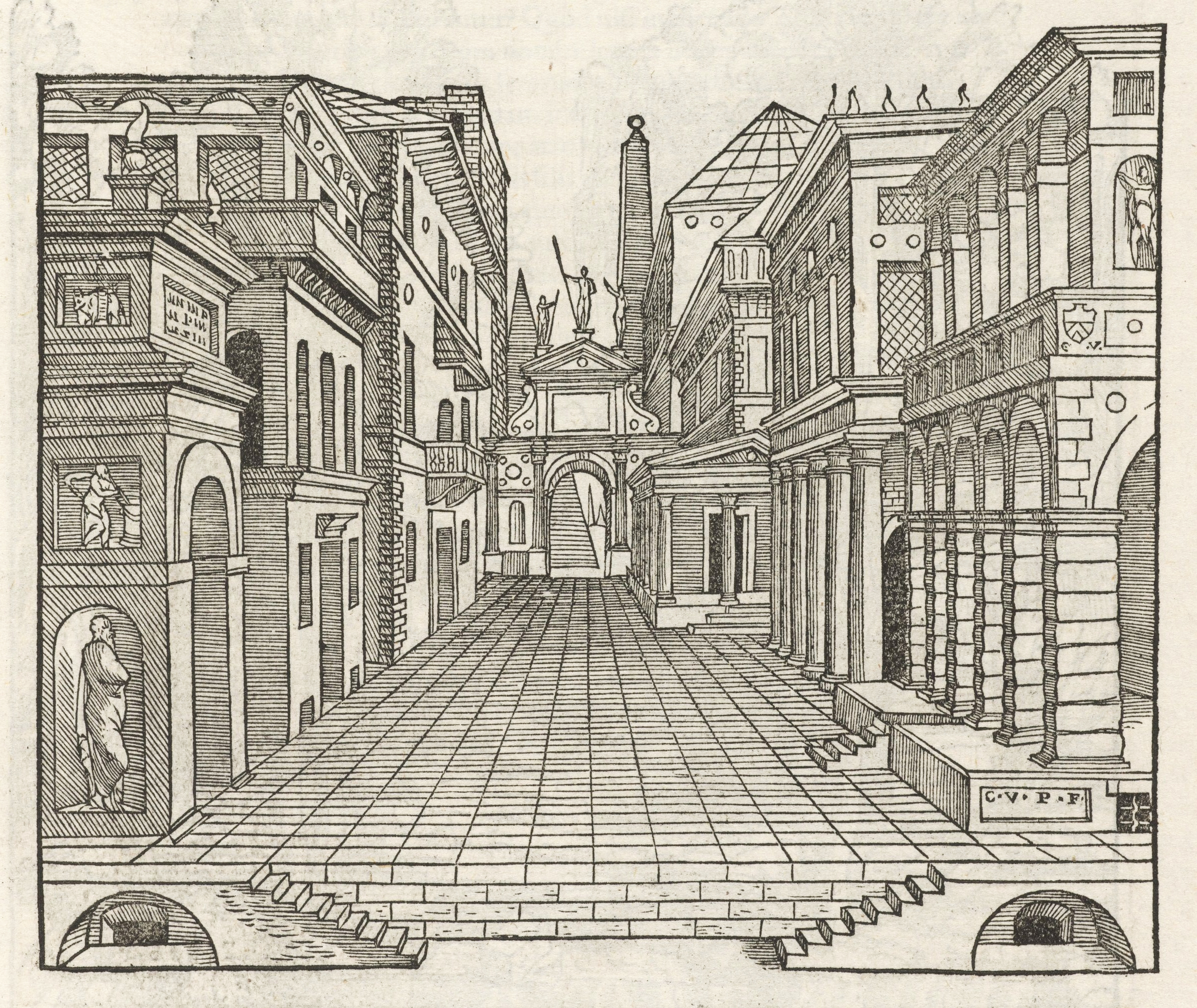
La scène tragique
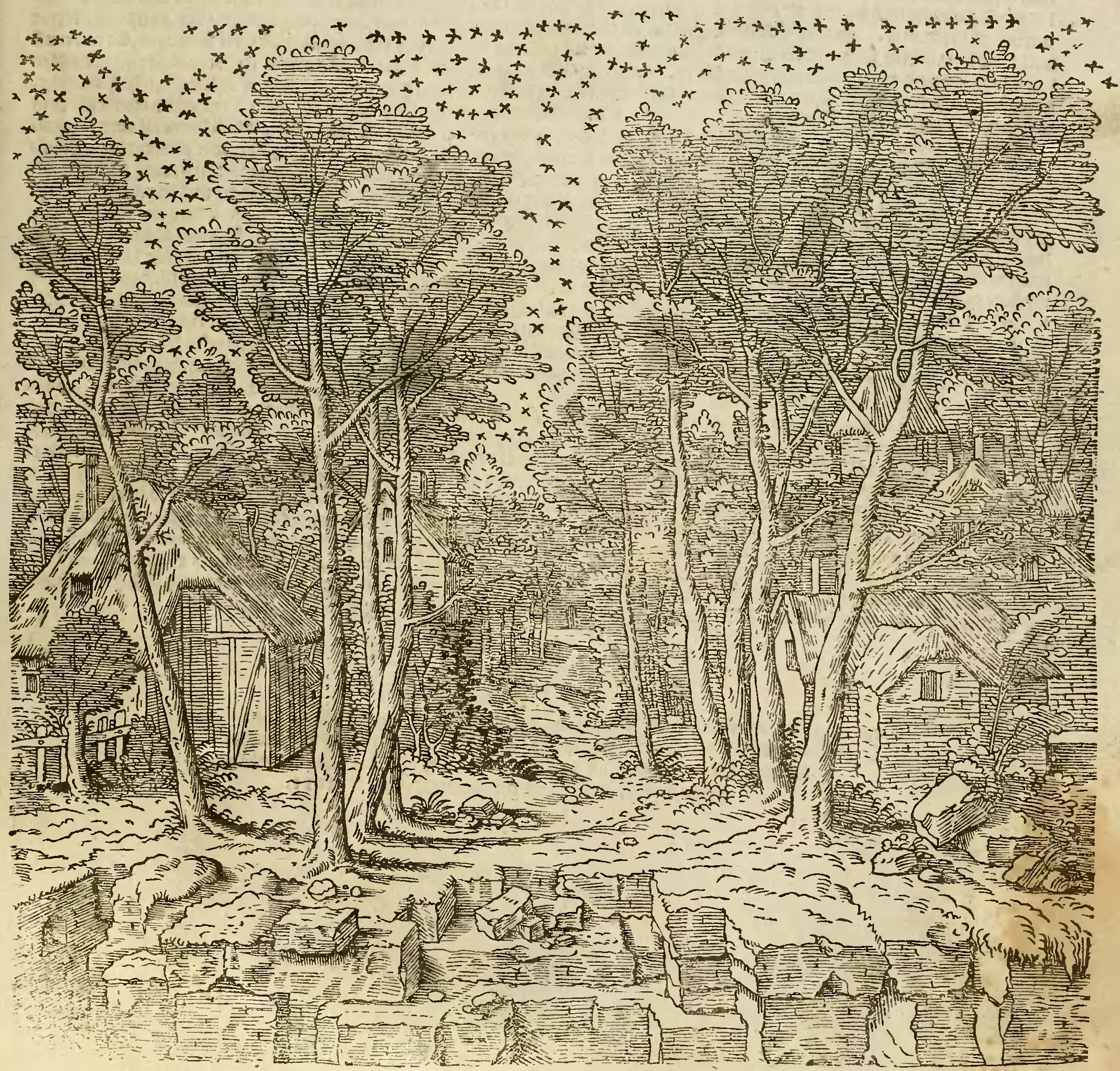
La scène satyrique

Il est resté dans la mémoire des architectes pour ses écrits théoriques et pour un motif architectural : la serlienne.

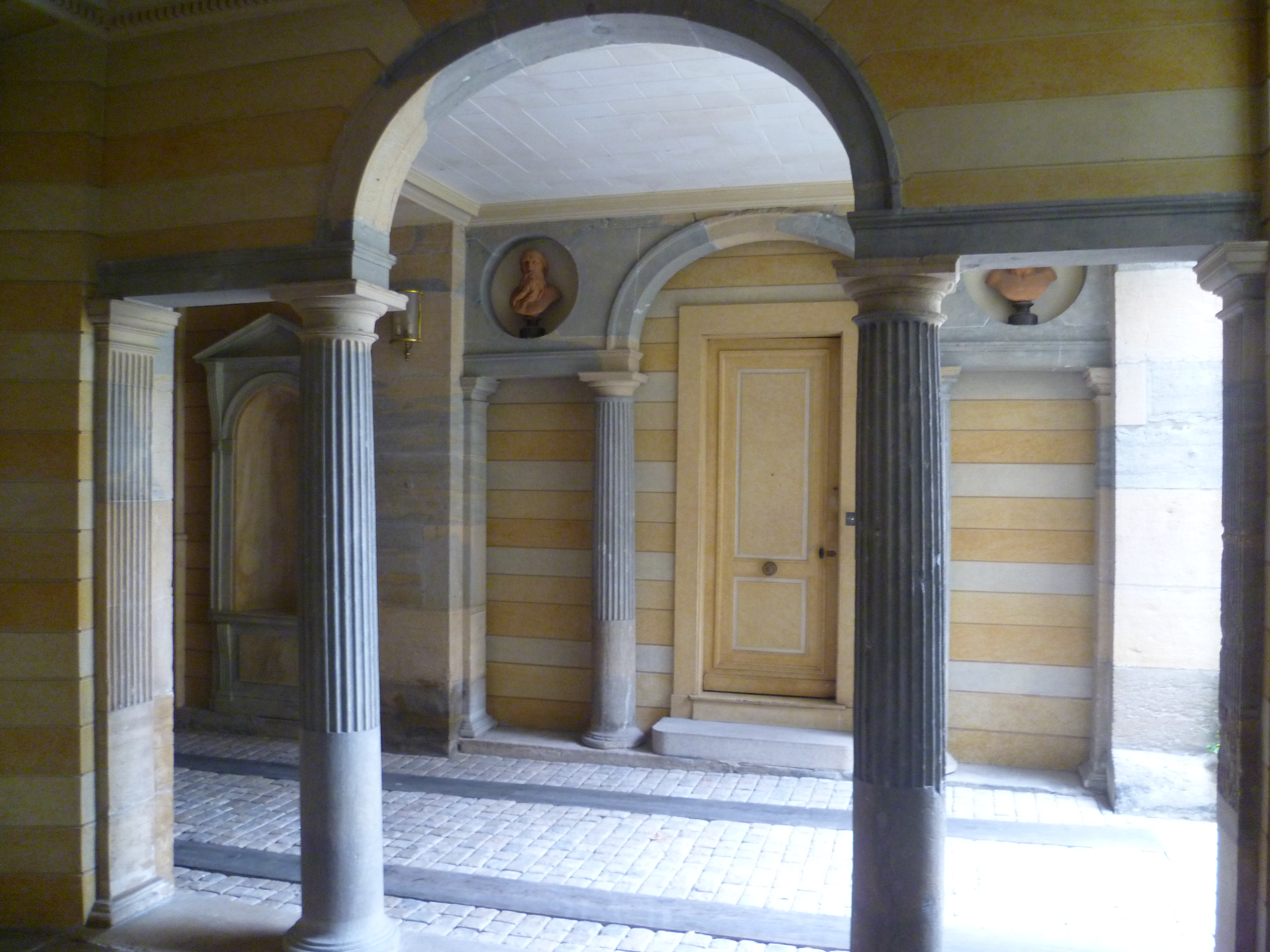
Exemple de "serlienne".

## Ses écrits

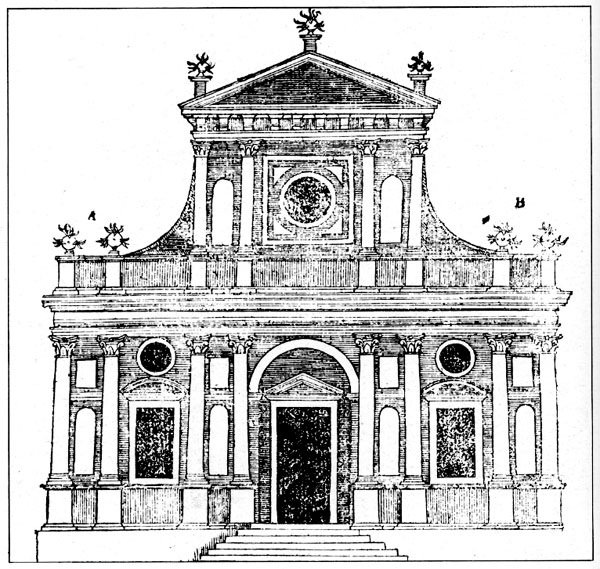
Façade d'église (1537) de Serlio, un modèle qui se maintiendra jusqu'au XVIIIe siècle.

### Les traités d'architecture
Serlio a écrit un traité d'architecture composé de sept « livres », publiés dans plusieurs endroits différents entre 1537 et 1551 :
- premier livre sur l'architecture (ou la géométrie) et deuxième livre sur la perspective, publiés à Paris en 1545 par Jean Barbé, dans une édition bilingue illustrée[4] ;
- troisième livre sur les antiques, publié à Venise en 1540, contenant des représentations de bâtiments illustrant les genres de l'architecture antique, ainsi que quelques réalisations modernes[5] ;
- quatrième livre sur les ordres, ou Regole generali di architetura, publié à Venise en 1537. En définissant les cinq ordres majeurs, ce volume a eu une influence considérable sur l'histoire de l'architecture[6] ;
- cinquième livre sur les églises, publié à Paris en 1547[7] ;
- sixième livre sur les habitations, resté sous forme manuscrite[8] ;
- septième livre, consacré à l'architecture privée, publié à Francfort en 1575[9].

Plusieurs éditions ont été publiées.
- Traités en ligne sur le site "Architectura" du Centre d'études supérieures de la Renaissance à Tours: Sebastiano Serlio: https://architectura.univ-tours.fr/livres-auteur/serliobd2b/
- Tutte l'opere d'archittura e prospetiva.
- Sette libri dell’architettura, un traité largement inspiré du De architectura de Vitruve, et que Pieter Coecke van Aelst traduira en néerlandais, faisant ainsi connaître la théorie des cinq ordres d'architecture dans les Pays-Bas.

### Autres ouvrages
- Le Livre extraordinaire, ou Livre extraordinaire de architecture, de Sebastien Serlio, architecte du roy treschrestien. Auquel sont demonstrees trente Portes Rustiques meslees de divers ordres. Et vingt autres d’oeuvre delicate en diverses especes, est un recueil de cinquante modèles de portes, accompagnés de commentaires. L'authenticité de l'ouvrage ne fait pas l'unanimité[10].

## Galeries

Livres
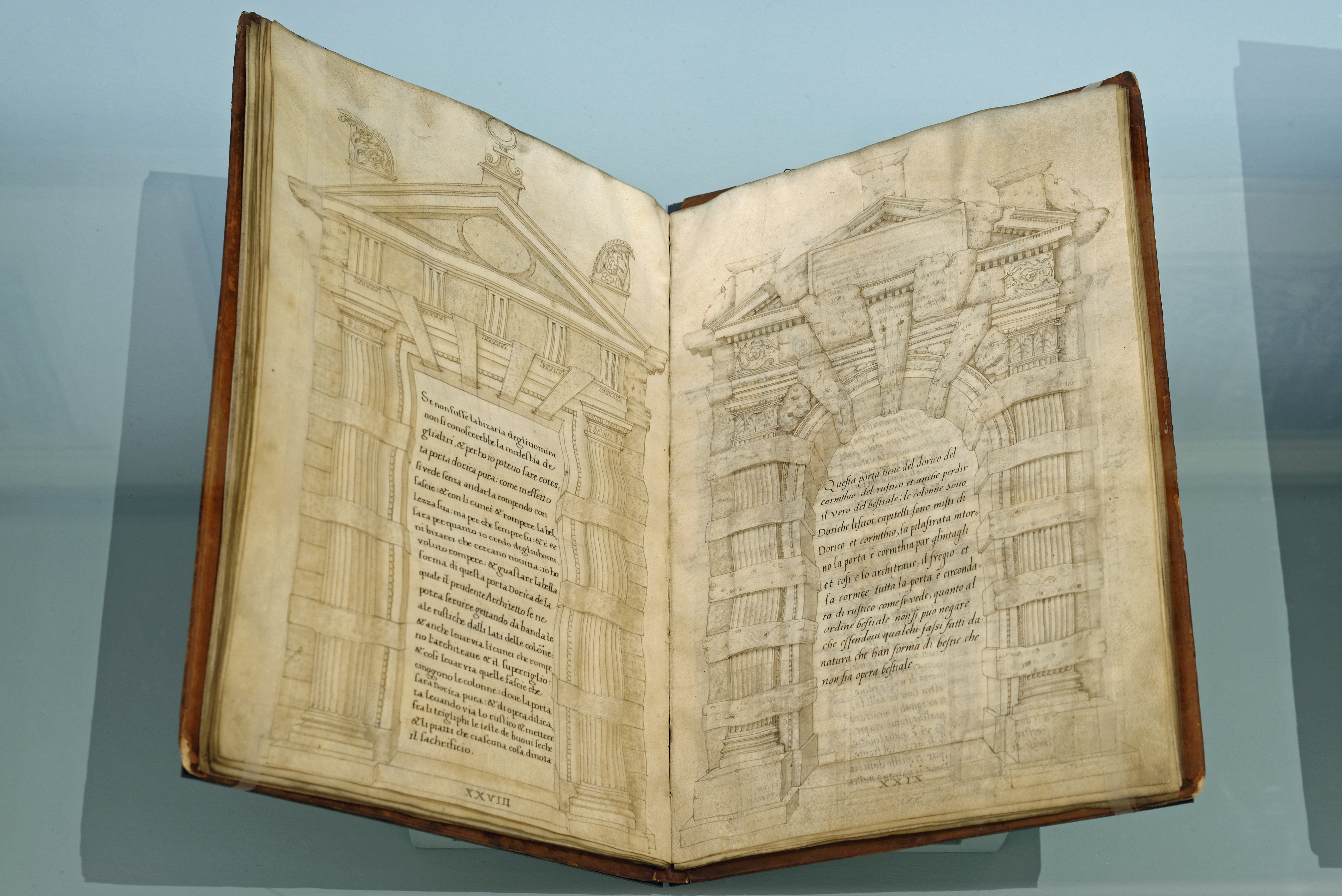
Extraordinario Libro di architettura, Sebastiano Serlio
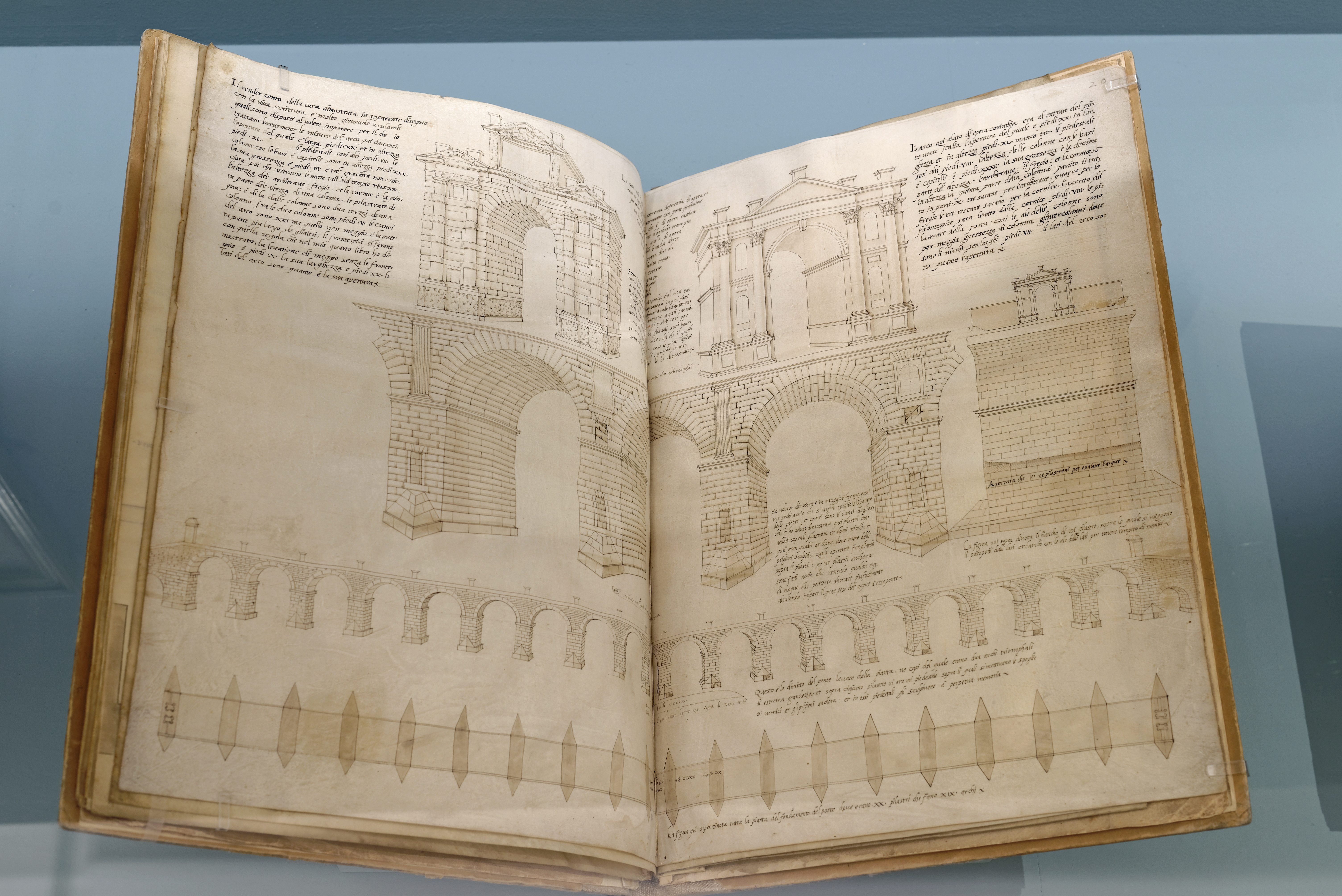
Ottavo libro d’architettura. Della castrametatione di Polybio, Sebastiano Serlio
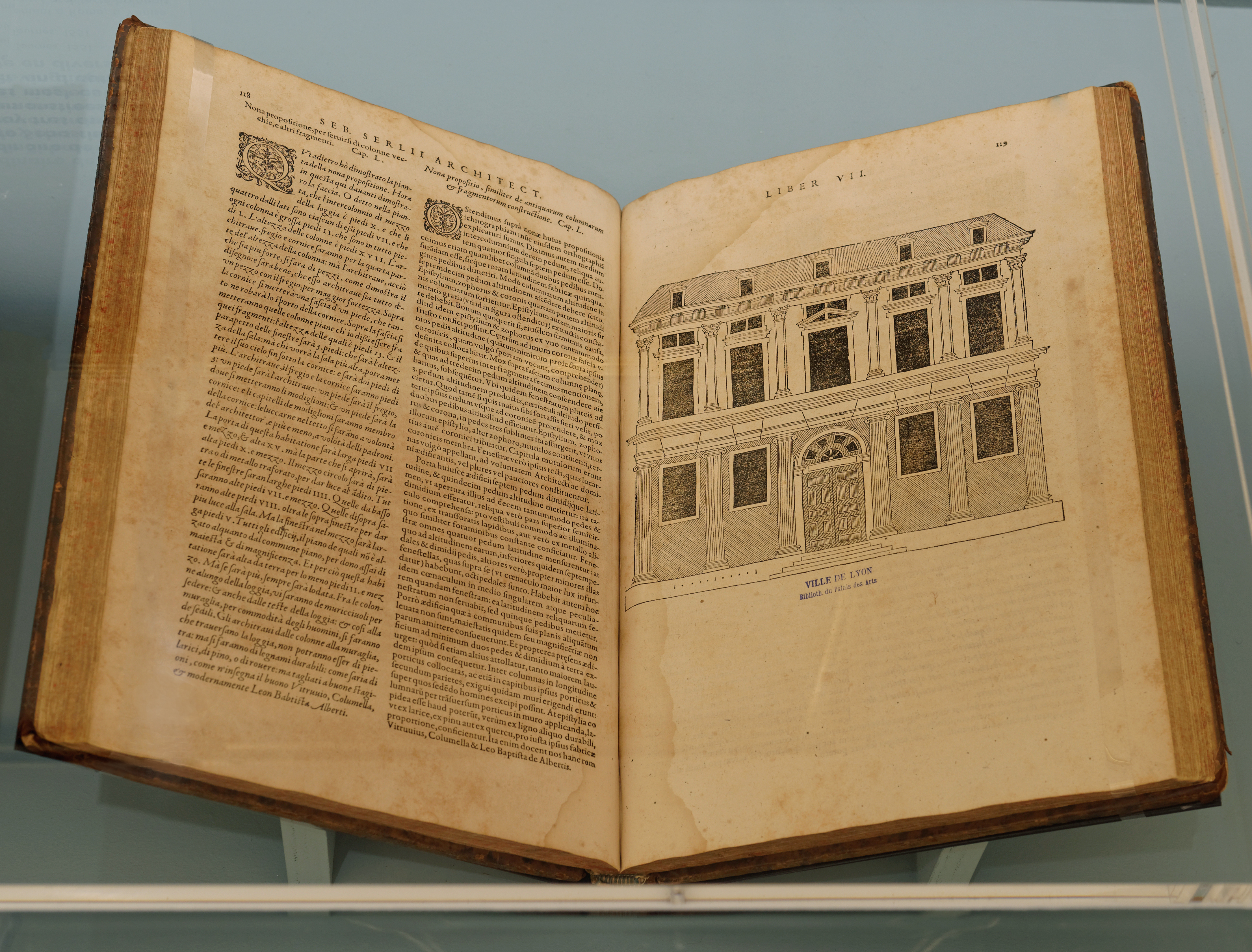
Sebastiani Serlii Bononiensis Architecturae liber septimus, Sebastiano Serlio
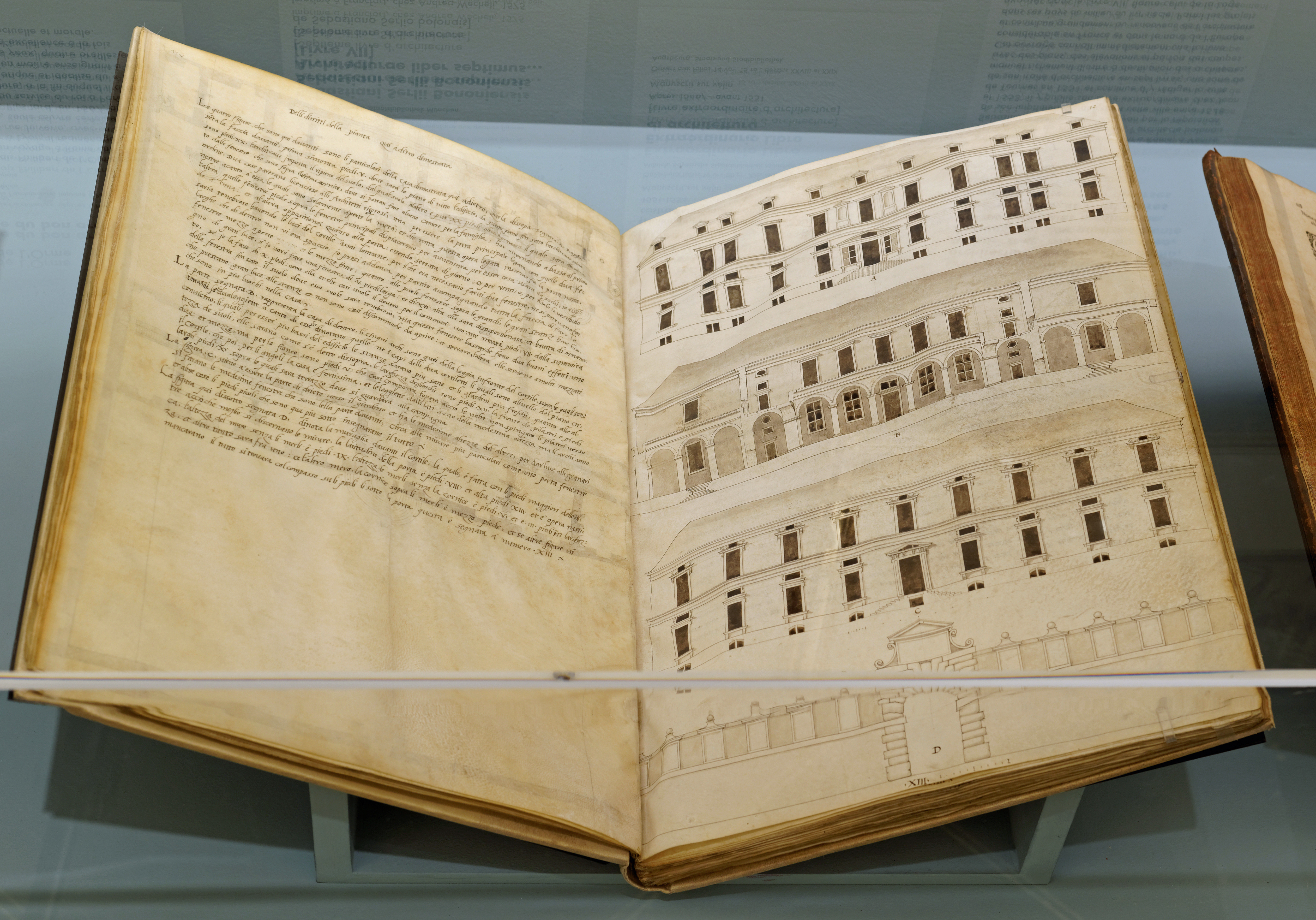
Sesto libro d’architettura. Delle habitationi fuori e dentro delle città, Sebastiano Serlio

Exemples d'architecture influencée par ses traités
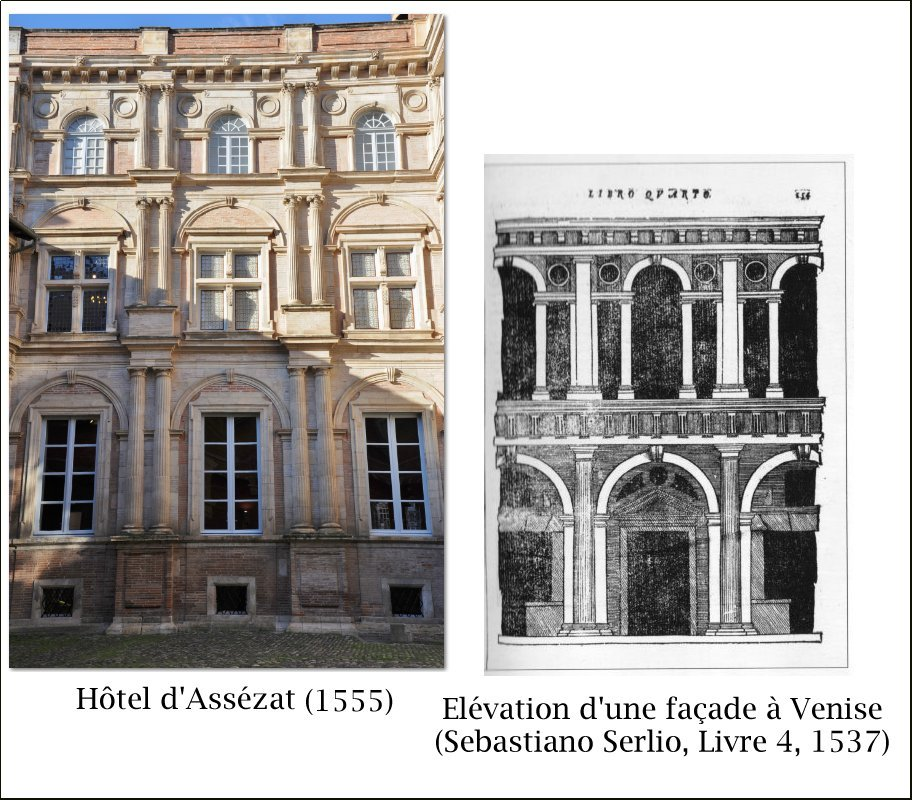
Façades de l'hôtel d'Assézat, Toulouse, 1555-1557.
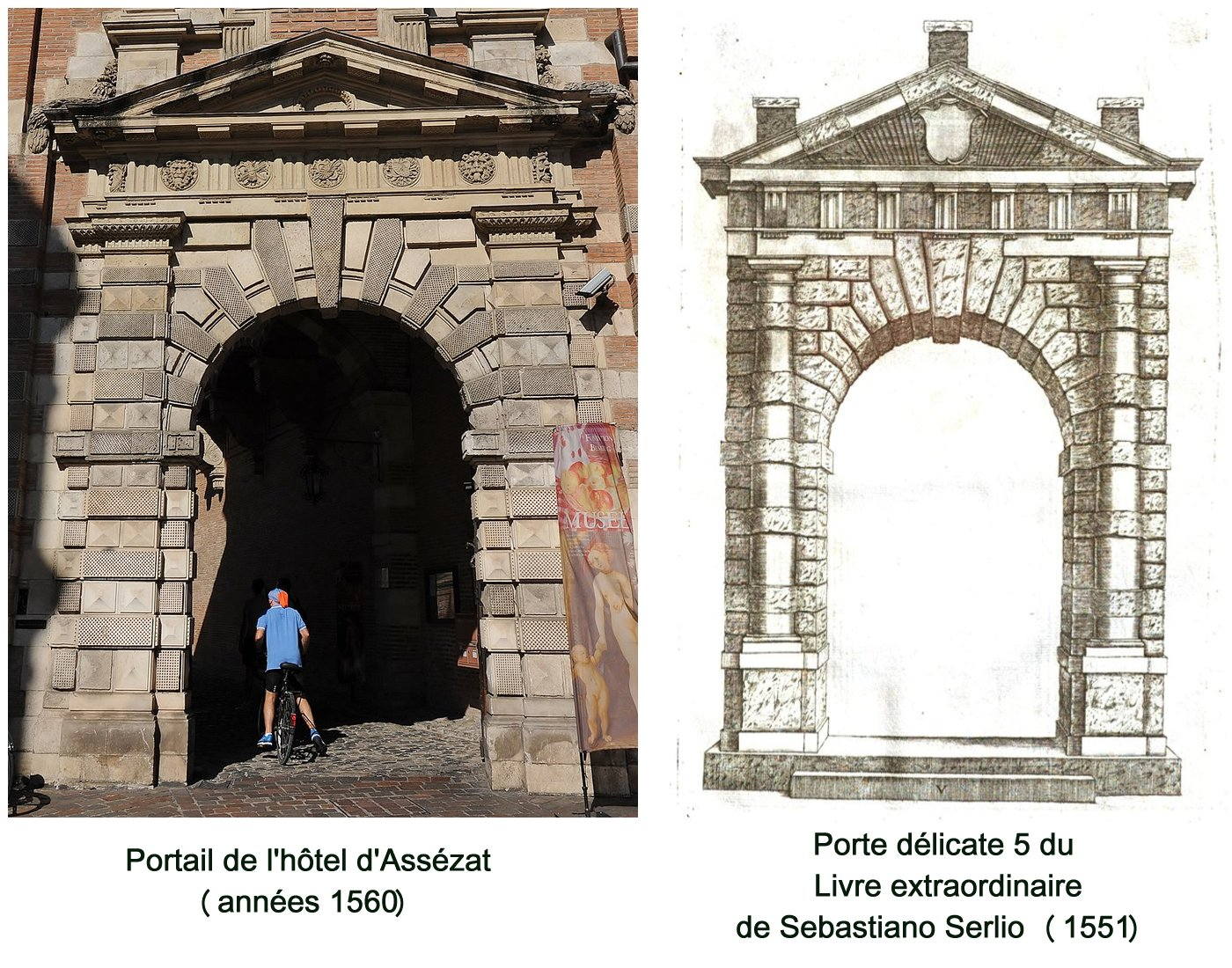
Portail de l'hôtel d'Assézat, Toulouse, 1560.
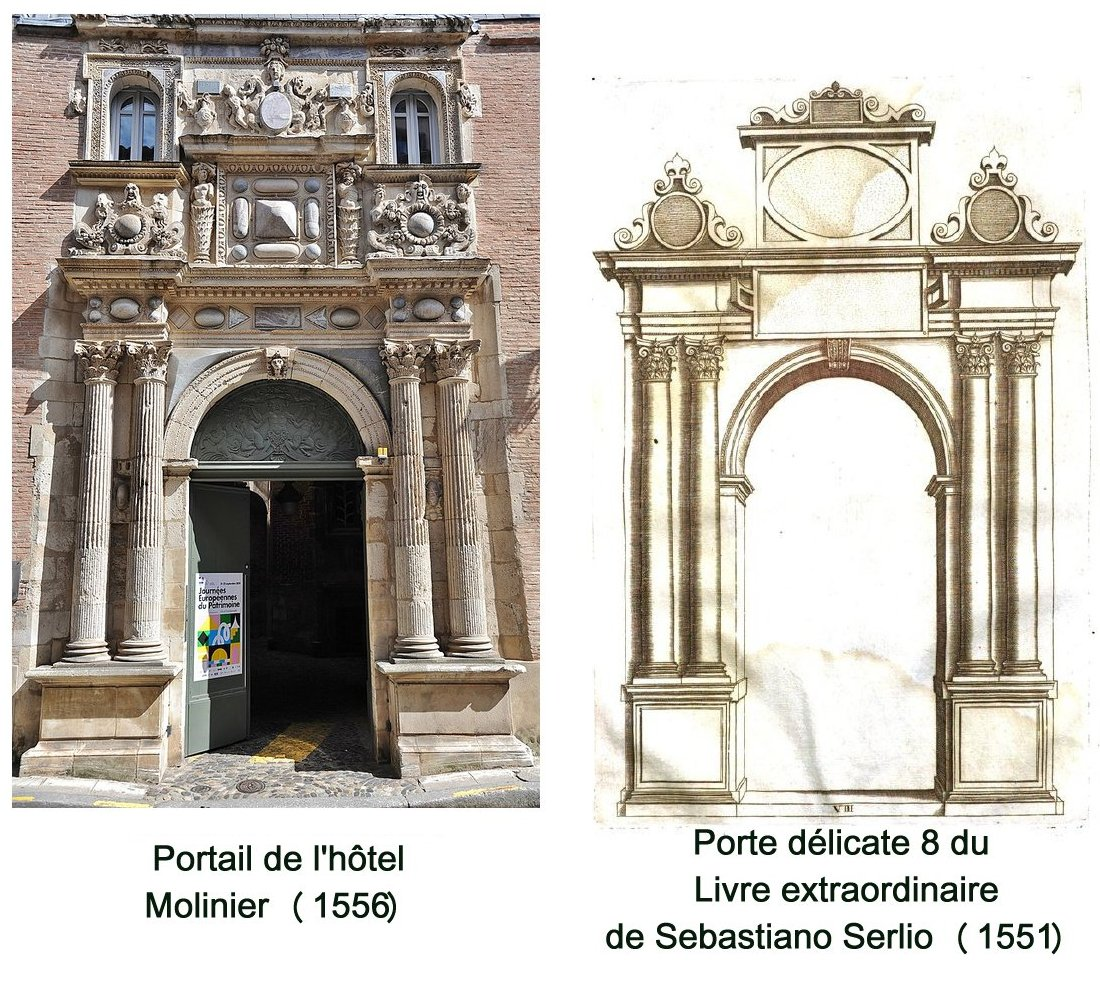
Portail de l'hôtel Molinier, Toulouse, 1556.
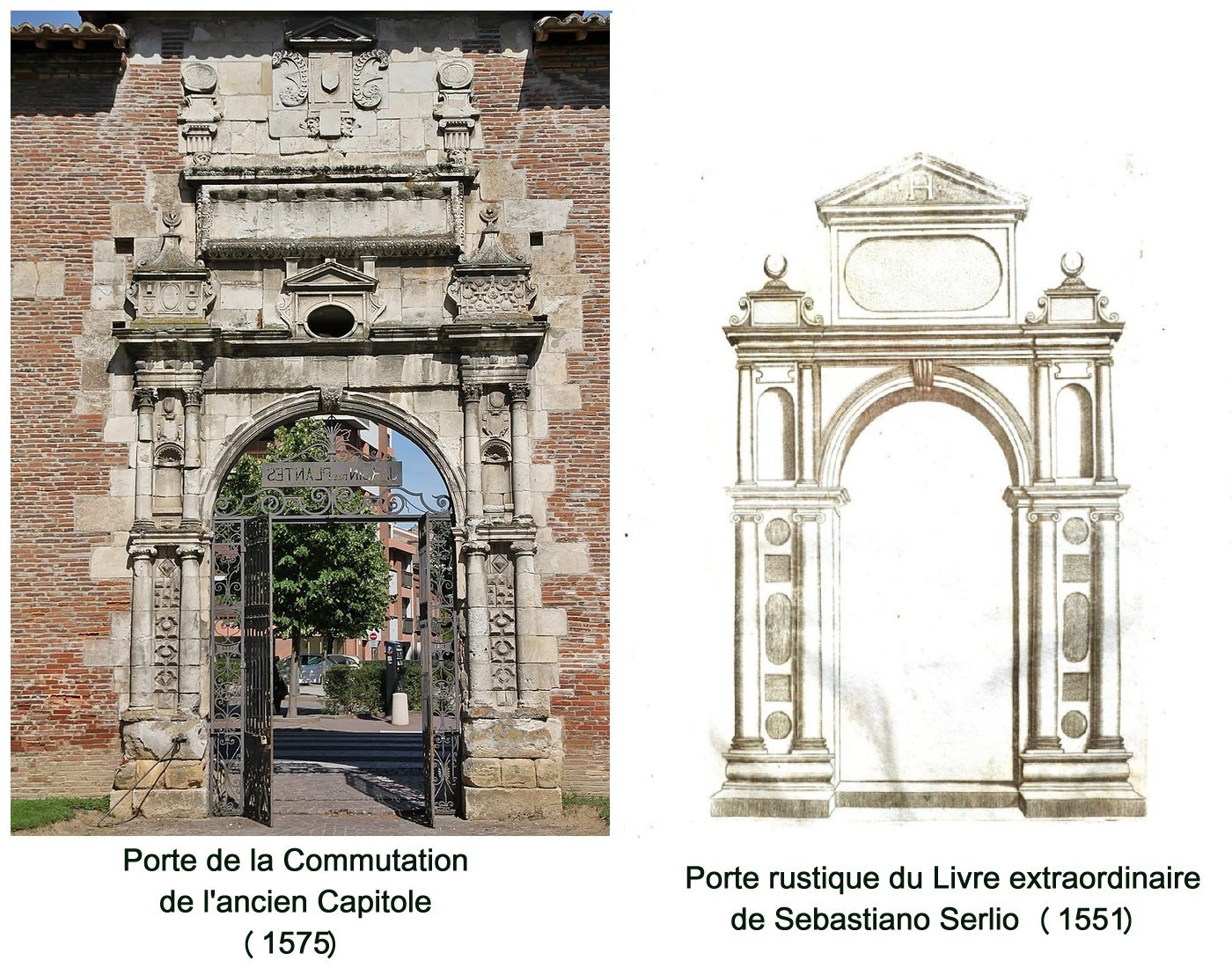
Porte de la Commutation de l'ancien Capitole, Toulouse, 1575.
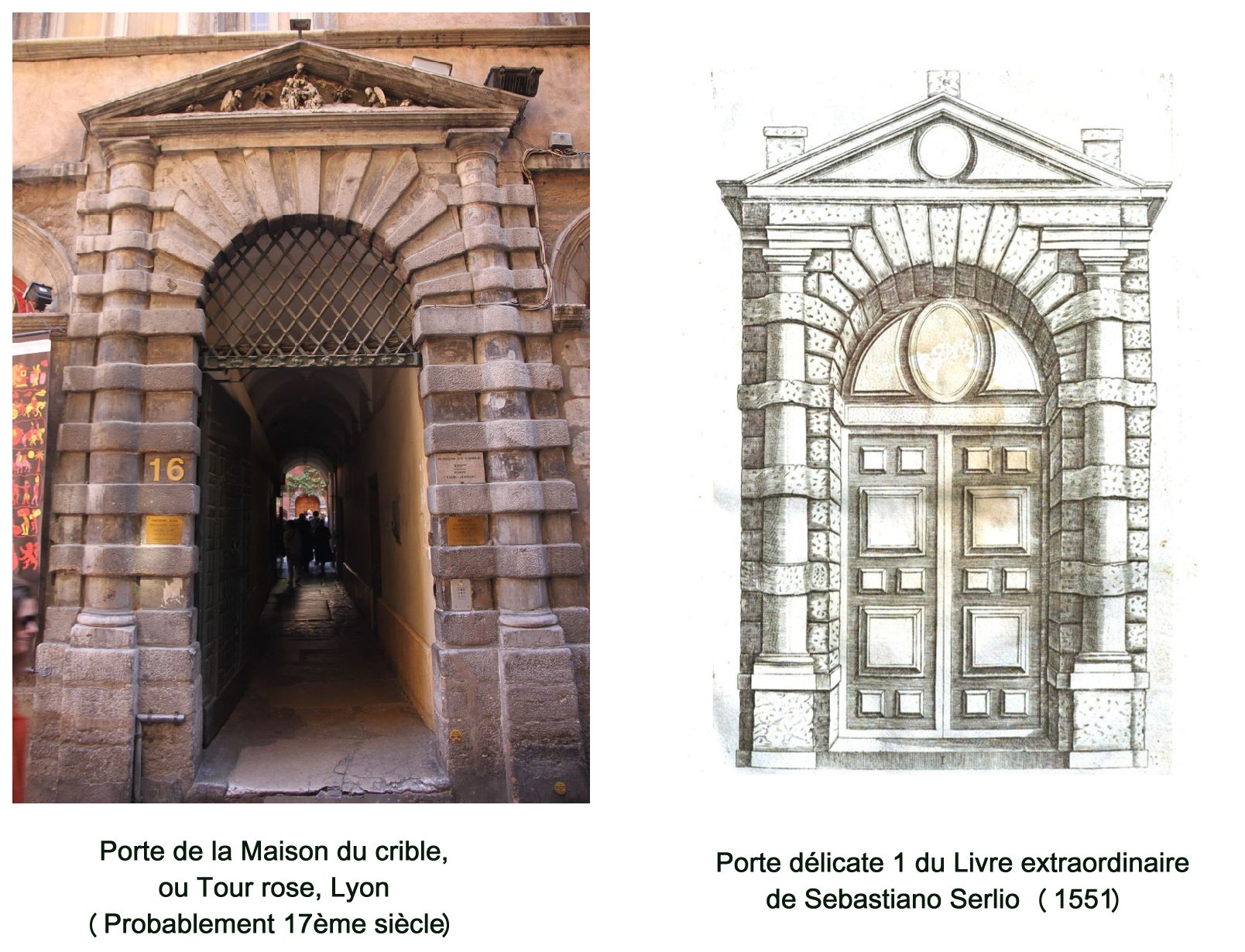
Porte de la Maison du Crible (ou Tour rose), Lyon, probablement XVIIe siècle.

## Ses travaux
Il dirigea la décoration d'une des armoires du Cabinet du Roi, au château de Fontainebleau, vers 1543-1545. Primatice en avait fait les dessins préparatoires.

### Iconographie
- Bartolomeo Passerotti, Portrait de l’architecte Sebastiano Serlio, huile sur toile, 59,5 × 44,5 cm, Wurtzbourg, Martin von Wagner Museum.
- Bernardino Licinio, Portrait de l'architecte Sebastinao Serlio, huile sur toile, Wurtzbourg, Martin von Wagner Museum.